# Lithophane lateritia
Lithophane lateritia är en fjärilsart som beskrevs av Charles Joseph de Villers. Lithophane lateritia ingår i släktet Lithophane och familjen nattflyn. Inga underarter finns listade i Catalogue of Life.